# Marián Chovanec
Marián Chovanec (Trencsén, 1957. szeptember 16. –) szlovák katolikus pap, besztercebányai püspök.

## Pályafutása
1989. június 17-én szentelték pappá.

### Püspöki pályafutása
1999. július 22-én nyitrai segédpüspökké nevezték ki. Szeptember 18-án szentelte püspökké Ján Chryzostom Korec nyitrai püspök, Luigi Dossena szlovákiai apostoli nuncius és Ján Sokol pozsony-nagyszombati érsek segédletével. 
2012. november 20-án besztercebányai püspökké nevezték ki. 